# زبان چامی
زبان چامی (انگلیسی: Cham language) یکی از زبانهای رایج در جنوب شرقی آسیا است. چامی زبان چامیان از اقوام ساکن در این ناحیه است. امروزه بیش از 200 هزار نفر در کامبوج و 80 هزار نفر در ویتنام گویشوران زبان چامی هستند. این زبان، زبان رسمی پادشاهی چام از حکومت های تاریخی منطقه بوده است. زبان چامی از خانواده زبان‌های مالایو-پلی‌نزیایی است که آن نیز به نوبه خود بخشی از زبانهای آسترونزیایی محسوب می شود.